# Лајбниц-Њутн рачунска контроверза
Рачунска контроверза (на немачком се користи термин Prioritätsstreit, што значи „спор приоритета“) била је расправа између математичара 17. века Исак Њутна и Готфрид Лајбница (почело захваљујући њиховим ученицима и сарадницима) о томе ко је први измислио математичку студију промене, рачун. То је питање које је било узрок велике интелектуалне контроверзе, који је почео тиња током 1699. и избио у пуној снази 1711.
Њутн је тврдио да је почео рад на форми рачун (коју је назвао "методом флуксона и флуентса") 1666, у 23. години, али није га објавио, осим као мању напомену на позадини једном од његових објављених дела неколико деценија касније (релевантан Њутнов рукопис из октобра 1666. је сада објављен међу његовим математичким радовима). Готфрид Лајбниц је почео да ради на својој верзији рачуна током 1674, а 1684. објавио је свој први рад. Лопитал објавио је текст о Лајбницовом рачуну 1696. (у којој је признао да је Њутнова "Математички принципи природне филозофије" из 1687. године био је "готово комплетно о овом рачуну"). У међувремену, Њутн, иако је објаснио свој (геометријски) облик рачуна у Делу 1 Књига 1 у "Математички принципи природне филозофије" из 1687. Није објаснио свој евентуални флуксонални запис за рачун у штампи до 1693. (делимично) и 1704. (у целости).